# آخ (آلبوم)
آخ سومین آلبوم استودیویی محسن نامجو خواننده ایرانی پس از ترنج و جبر جغرافیایی است. این آلبوم که در اکتبر ۲۰۰۹ منتشر شده نخستین آلبوم این خواننده‌است که در خارج از ایران تولید و منتشر شده‌است.
این همچنین نخستین همکاری مشترک او با گلشیفته فراهانی است، که در بخش‌هایی از این اثر پیانو می‌نوازد و می‌خواند.

## فهرست قطعات
1. «همه‌ش» - ۵:۱۶
2. «شمس» (سوره شمس) - ۵:۵۱
3. «دلا دیدی» - ۷:۴۱
4. «قشقایی» - ۵:۵۵
5. «بی‌نظیر» - ۸:۰۰
6. «خان باجی» - ۷:۴۴
7. «Cielito Lindo»‏ - ۷:۳۶
8. «گلادیاتورها (فقیه خوشگله)» - ۸:۱۸